# Primera C 2021 (Colombia)
El Torneo Nacional Interclubes Primera C 2021 o simplemente Primera C 2021 fue la vigésima (20.a) edición del torneo de tercera división del fútbol en Colombia, el cual es de carácter aficionado. El torneo es organizado por Difutbol y regresa tras 10 años de ausencia.
El regreso del tercer escalón del fútbol colombiano se estableció el 12 de abril de 2021 por parte de la Difutbol, la cual inició inscripciones para la participación en el torneo. La idea planteada por Difutbol es que en 2022 el campeón de esta edición sea invitado al profesionalismo, y mantendría su puesto siempre y cuando se mantenga entre los cuatro primeros lugares de la tabla de posiciones. Para 2023, la Primera C tendría ascensos y descensos, los cuales serían dos descensos desde la "B" y dos ascensos desde la "C". Sin embargo para concretar el intercambio entre categorías, se necesita una aprobación en la asamblea de la Dimayor.
En la asamblea de Dimayor del 17 de diciembre de 2021, se confirmó el formato del torneo de segunda división y este no contará con equipos provenientes de la Primera C. Ante esto, las directivas de Filipenses buscarán ayuda en el congreso y solicitaron a la Dimayor que reconsideren la idea y puedan jugar el torneo de Primera B en calidad de invitados.

## Sistema de juego
En primera medida, el certamen comenzaría a partir del 15 de mayo. Sin embargo debido a las protestas en Colombia el inicio del torneo se aplazó para el mes de julio. Cada equipo debió pagar 5 500 000 de pesos colombianos por inscripción; no hay límite de edad en las plantillas que pueden tener hasta  un máximo de 30 jugadores. Al final del torneo se definió que se repartirán en premios: 150 millones de pesos al campeón, 100 millones al subcampeón, 20 millones al goleador del torneo y 15 millones a la valla menos vencida. En total, se aceptaron 201 equipos que se dividieron en 29 grupos regionales de 4 a 10 equipos, donde jugarán todos contra todos, para definir los clasificados a la fase eliminatoria. Si al finalizar las jornadas correspondientes hay dos o más equipos empatados en puntos su posición será determinada atendiendo a los siguientes criterios:
1. Mayor número de partidos ganados.
2. Mayor diferencia de goles.
3. Mayor promedio de goles (Goles a favor divididos por goles en contra).
4. Mayor número de goles a favor.
5. Menor número de goles en contra.
6. Lanzamientos desde el punto penal si es fase eliminatoria.
7. Por el sistema que defina Difutbol.

|                   | Formato | Clasificación a     |
| ----------------- | --- | ------------------- |
| Fase de grupos    | - La Fase I se jugará dividiendo a los equipos participantes en 29 grupos regionales. Originalmente en los grupos de 4, 5 y 6 participantes clasificarán 2 equipos, en los grupos de 7 y 8 pasarán 3 y por último en los grupos de 9 y 10 clubes, habrá 4 clasificados. Sin embargo después del fin de la fase de grupos se otorgaron 4 cupos adicionales para los mejores terceros entre los grupos C, D y G, L, LL y Ñ. El mejor tercero de los grupos S y X y el mejor cuarto entre los grupos T y Y. | - Fase eliminatoria |
| Fase eliminatoria | - Los 82 clasificados jugarán partidos de eliminación directa a doble partido hasta la final. En las fases donde haya un número impar de equipos clasificará el mejor perdedor, hasta obtener un campeón. |                     |

## Equipos participantes
| Alianza Platanera            | Antioquia          | Andes                |
| Politécnico Jaime Isaza      | Antioquia          | Medellín             |
| Real Santuario               | Antioquia          | Medellín             |
| Antioquia F. C.              | Antioquia          | Medellín             |
| Independiente Sabaneta       | Antioquia          | Sabaneta             |
| Rojo F. C.                   | Antioquia          | Guarne               |
| Sellos Colombianos           | Antioquia          | Medellín             |
| Linaje                       | Chocó              | Quibdó               |
| Tiendas Margo                | Antioquia          | Medellín             |
| Embajadores                  | Antioquia          | Medellín             |
| Sueños Dorados               | Antioquia          | Caucasia             |
| La Chalaca                   | Antioquia          | Itagüí               |
| Deportivo Bello              | Antioquia          | Bello                |
| Panteras F. C.               | Antioquia          | Medellín             |
| Deportivo Urabá Antioquia    | Antioquia          | Medellín             |
| Carlos Pipe Uribe            | Antioquia          | Medellín             |
| Barrio Brasilia              | Antioquia          | Medellín             |
| Itagüí Soccer                | Antioquia          | Itagüí               |
| El Retiro                    | Antioquia          | El Retiro            |
| Atlético Chocó               | Chocó              | Itsmina              |
| Sabaneta F. C.               | Antioquia          | Sabaneta             |
| Atrato River                 | Chocó              | El Atrato            |
| Cefuca                       | Antioquia          | La Ceja              |
| Estrellas 2000 Urabá         | Antioquia          | Medellín             |
| Estudiantes de Medellín      | Antioquia          | Medellín             |
| Torreón de la Montaña        | Antioquia          | Medellín             |
| Talento y Vida               | Antioquia          | Bello                |
| Halcones de Sabaneta         | Antioquia          | Sabaneta             |
| Once Chinchiná               | Caldas             | Chinchiná            |
| Atlético Risaralda           | Risaralda          | La Virginia          |
| Tigres del Quindío           | Quindío            | Armenia              |
| Once Centenario              | Quindío            | Armenia              |
| Acción Cívica                | Risaralda          | Dosquebradas         |
| MAG                          | Quindío            | Calarcá              |
| Academia Harlen Santiago     | Caldas             | Villamaría           |
| La Cantera                   | Risaralda          | Dosquebradas         |
| Masiaz                       | Caldas             | Manizales            |
| Mango Biche Juventus         | Quindío            | La Tebaida           |
| Semillero de Titanes         | Caldas             | Salamina             |
| Fantasías Nueva York         | Risaralda          | Pereira              |
| Manases                      | Risaralda          | Dosquebradas         |
| Atlético Cartago             | Valle del Cauca    | Cartago              |
| Atlético Santa Rosa          | Risaralda          | Santa Rosa de Cabal  |
| Alianza F. C.                | Quindío            | La Tebaida           |
| Cerritos Futcer              | Risaralda          | Pereira              |
| Soccer Quality               | Caldas             | Manizales            |
| Mario Gimenez                | Risaralda          | Pereira              |
| Formadores                   | Caldas             | Manizales            |
| Atlético Arabia              | Risaralda          | Pereira              |
| Atlético Quindío             | Quindío            | Armenia              |
| Fútbol Paz                   | Cauca              | Puerto Tejada        |
| DeporCauca                   | Cauca              | Popayán              |
| Unión Yumbo                  | Valle del Cauca    | Yumbo                |
| Oros del Pacífico            | Valle del Cauca    | Buenaventura         |
| Guama F. C.                  | Valle del Cauca    | Cali                 |
| Independiente Popayán        | Cauca              | Popayán              |
| Talentos G. V.               | Valle del Cauca    | Tuluá                |
| Valencia F. C.               | Valle del Cauca    | Cali                 |
| Academia Christopher Moreno  | Valle del Cauca    | Buenaventura         |
| Depor Valencia               | Valle del Cauca    | Cali                 |
| Norte del Valle              | Valle del Cauca    | Sevilla              |
| Cardozo                      | Valle del Cauca    | Cali                 |
| Cañasgordas Latinos          | Cauca              | Popayán              |
| Puerto PRO F. C.             | Valle del Cauca    | Cali                 |
| Atlético Trujillo            | Valle del Cauca    | Florida              |
| Unión Pacífico Sur           | Nariño             | Tumaco               |
| Estudiantes F. C.            | Nariño             | Pasto                |
| Deportivo La Sabana          | Nariño             | Túquerres            |
| Atlético Nariño              | Nariño             | Pasto                |
| Boca Juniors Nariño          | Nariño             | Pasto                |
| Academia Blanco y Negro      | Cundinamarca       | Chía                 |
| Alianza Sur                  | Bogotá             | Bogotá               |
| Gemelos                      | Meta               | Villavicencio        |
| La Quinta Sport              | Bogotá             | Bogotá               |
| C. D. Independiente          | Bogotá             | Bogotá               |
| Torre Fuerte                 | Bogotá             | Bogotá               |
| Alianza Llanos               | Meta               | Villavicencio        |
| First Level                  | Bogotá             | Bogotá               |
| Tequendama                   | Cundinamarca       | Cachipay             |
| Belhorizon                   | Bogotá             | Bogotá               |
| Distrito Elite               | Bogotá             | Bogotá               |
| Promesas del Llano           | Casanare           | Yopal                |
| Cerro Pionono                | Cundinamarca       | Sopó                 |
| Invictus Ubaté               | Cundinamarca       | Ubaté                |
| Nueva Generación             | Boyacá             | Duitama              |
| Lyon                         | Bogotá             | Bogotá               |
| Tigres B                     | Bogotá             | Bogotá               |
| Atlético Real Paz            | Casanare           | Paz de Ariporo       |
| Arsenal Bogotá               | Bogotá             | Bogotá               |
| Sabana Norte                 | Cundinamarca       | Chía                 |
| Unión Casanare               | Casanare           | Maní                 |
| Nueva Generación GCC         | Cundinamarca       | Mosquera             |
| Estrella Roja                | Bogotá             | Bogotá               |
| Atlético del Oriente         | Casanare           | Yopal                |
| Alset Bolton                 | Bogotá             | Bogotá               |
| Gedeones del Llano           | Boyacá             | Sogamoso             |
| Talentos Colombia            | Cundinamarca       | Sibaté               |
| Academia Cajicá              | Cundinamarca       | Cajicá               |
| Fuerzas Armadas              | Bogotá             | Bogotá               |
| Academia Internacional       | Bogotá             | Bogotá               |
| Bicentenario                 | Casanare           | Yopal                |
| Dinhos                       | Bogotá             | Bogotá               |
| Banfield Taladro             | Bogotá             | Bogotá               |
| Real Pasión                  | Cundinamarca       | Funza                |
| Juventus                     | Bogotá             | Bogotá               |
| Fair Play                    | Bogotá             | Bogotá               |
| Unión Bogotá                 | Bogotá             | Bogotá               |
| C. D. Inter                  | Bogotá             | Bogotá               |
| Juventus B                   | Bogotá             | Bogotá               |
| Ota F. C.                    | Bogotá             | Bogotá               |
| Centenario                   | Bogotá             | Bogotá               |
| Independiente Distrital      | Bogotá             | Bogotá               |
| Fiorentina F. C.             | Caquetá            | Florencia            |
| Juventud Huila               | Huila              | Neiva                |
| ITFIP                        | Tolima             | Espinal              |
| Academia F. C.               | Huila              | Neiva                |
| DeporNeiva                   | Huila              | Neiva                |
| Champions Huila              | Huila              | Pitalito             |
| Alianza Tolima               | Tolima             | Ibagué               |
| Villa de las Palmas          | Tolima             | Purificación         |
| Atlético Zamba               | Bolívar            | Cartagena            |
| Fundecai                     | Atlántico          | Soledad              |
| Ilusión Naranja              | Atlántico          | Barranquilla         |
| ADN F. C.                    | Atlántico          | Barranquilla         |
| Alianza Santa Rosa           | Bolívar            | Santa Rosa           |
| Caimanes del Magdalena       | Magdalena          | Ciénaga              |
| Club Cachorros               | Atlántico          | Barranquilla         |
| Cosmos Santo Tomás           | Atlántico          | Santo Tomás          |
| Estudiantes de la Provincia  | Atlántico          | Sabanalarga          |
| Atlético Malambo             | Atlántico          | Malambo              |
| Boca Juniors Soledad         | Atlántico          | Soledad              |
| Deportivo Quique             | Magdalena          | Ciénaga              |
| Academia Europea             | Magdalena          | Fundación            |
| Deportivo J. M.              | La Guajira         | El Molino            |
| Academia Italiana            | Atlántico          | Barranquilla         |
| Semillero Uribiero           | La Guajira         | Uribia               |
| Interbaq                     | Atlántico          | Barranquilla         |
| Risaralda                    | Atlántico          | Barranquilla         |
| Semillero Bolivarense        | Bolívar            | Turbaco              |
| Fantasía Cartagena           | Bolívar            | Cartagena            |
| Balón Pie Positivo           | Bolívar            | Cartagena            |
| Boquilla F. C.               | Bolívar            | Cartagena            |
| Happy Kids                   | Bolívar            | Cartagena            |
| Deportiva Cartagena          | Bolívar            | Cartagena            |
| Cartagena F. C.              | Bolívar            | Cartagena            |
| Zona Sur                     | Bolívar            | Cartagena            |
| School Bolívar International | Bolívar            | Cartagena            |
| Academia Jesús Arrieta       | Sucre              | San Marcos           |
| Once Sucre                   | Sucre              | Sincelejo            |
| Boca Juniors Sincelejo       | Sucre              | Sincelejo            |
| Sabaneros                    | Sucre              | Sincelejo            |
| Juventud Real Magangué       | Bolívar            | Magangué             |
| Bolívar F. C.                | Bolívar            | El Carmen de Bolívar |
| Toluviejo                    | Sucre              | Toluviejo            |
| Flemming Three               | Sucre              | Tolú                 |
| Corsur Unión Urabá           | Sucre              | Sampués              |
| Deportivo Independiente      | Sucre              | Sincelejo            |
| Equipo Azul                  | Cesar              | Valledupar           |
| Nápoles Becerril             | Cesar              | Becerril             |
| Unión Jaguera                | Cesar              | La Jagua de Ibirico  |
| Internacional                | Cesar              | Valledupar           |
| Club Formativo La Paz        | Cesar              | La Paz               |
| Cóndor F. C.                 | Cesar              | Valledupar           |
| Valleclub                    | Cesar              | Valledupar           |
| Academia Nacional            | Cesar              | Valledupar           |
| Gremio Vallenato             | Cesar              | Valledupar           |
| Ilusión Vallenata            | Cesar              | Valledupar           |
| Efusa                        | Córdoba            | Sahagún              |
| Real San Jorge               | Córdoba            | Montelibano          |
| Atlético Urabense            | Antioquia          | Apartadó             |
| Tigres del Sinú              | Córdoba            | Tierralta            |
| Geovanis Cassiani            | Antioquia          | Turbo                |
| Cordeajax                    | Córdoba            | Monteria             |
| Filipenses                   | Antioquia          | Turbo                |
| Rey Pelé                     | Córdoba            | Montería             |
| Manchester                   | Antioquia          | Apartadó             |
| Deportivo Sahagún            | Córdoba            | Sahagún              |
| Independiente Santa Teresa   | Córdoba            | Cereté               |
| Estrellas de Tierralta       | Córdoba            | Tierralta            |
| La Pantera                   | Antioquia          | Chigorodó            |
| Rondón                       | Santander          | Barrancabermeja      |
| Real Bucaramanga             | Cesar              | Aguachica            |
| Los Embajadores              | Magdalena          | El Banco             |
| Real Soto Norte              | Santander          | El Playón            |
| Atlético Santander           | Santander          | Bucaramanga          |
| Estudiantes Football Cracks  | Santander          | Lebrija              |
| Juan Carlos Quintero         | Santander          | Floridablanca        |
| Alianza Santander            | Santander          | Girón                |
| Atlético Chapinero           | Norte de Santander | Cúcuta               |
| Cúcuta F. C.                 | Norte de Santander | Cúcuta               |
| Deportivo La Norte           | Norte de Santander | Villa del Rosario    |
| La Provincia                 | Norte de Santander | Chinácota            |
| Quinta Oriental              | Norte de Santander | Cúcuta               |
| Unión Frontera               | Norte de Santander | Cúcuta               |
| Olímpicas Fútbol             | Norte de Santander | Cúcuta               |
| Pamplona                     | Norte de Santander | Pamplona             |
| Internacional Patios         | Norte de Santander | Los Patios           |
| Real Estudiantes             | Norte de Santander | Cúcuta               |
| Santander del Norte          | Norte de Santander | Cúcuta               |
| Astros de Guaimaral          | Norte de Santander | Cúcuta               |
| Alto Pamplonita              | Norte de Santander | Cúcuta               |

### Localización
| Antioquia          | 30 | Alianza Platanera, Politécnico Jaime Isaza, Real Santuario, Antioquia F. C., Independiente Sabaneta, Rojo F. C., Sellos Colombianos, Tiendas Margo, Embajadores, Sueños Dorados, La CHALACA, Deportivo Bello, Panteras F. C., Deportivo Urabá Antioquia, Carlos Pipe Uribe, Barrio Brasilia, Itagüí Soccer, El Retiro, Sabaneta F. C., Cefuca, Estrellas 2000 Urabá, Estudiantes de Medellín, Torreón de la Montaña, Talento y Vida, Halcones de Sabaneta, Atlético Urabense, Geovanis Cassiani, Filipenses, Manchester, La Pantera |
| Bogotá, D. C.      | 24 | Alianza Sur, C. D. Independiente, Tigres B, Torre Fuerte, Arsenal Bogotá, Alset Bolton, Belhorizon F. C., La Quinta Sport, Banfield Taladro, Unión Bogotá, Juventus, Fair Play, Estrella Roja, Dihnos, C. D. Inter, Ota F. C., Fuerzas Armadas, First Level, Juventus B, Lyon, Distrito Elite, Centenario, Independiente Distrital |
| Bolívar            | 13 | Atlético Zamba, Alianza Santa Rosa, Semillero Bolivarense, Fantasía Cartagena, Balón Pie Positivo, Boquilla F. C., Happy Kids, Deportiva Cartagena, Cartagena F. C., Zona Sur, School Bolívar International, Juventud Real Magangué, Bolívar F. C. |
| Norte de Santander | 13 | La Provincia, Cúcuta F. C., Atlético Chapinero, Olímpicas Fútbol, Internacional Patios, Santander del Norte, Quinta Oriental, Pamplona F. C., Deportivo La Norte, Real Estudiantes, Alto Pamplonita, Unión Frontera, Astros de Guaimaral |
| Valle del Cauca    | 12 | Atlético Cartago, Unión Yumbo, Guama F. C. , Depor Valencia, Valencia F. C., Academia Christopher Moreno, Norte del Valle, Oros del Pacífico, Cardozo, Talentos G. V., Puerto PRO F. C., Atlético Trujillo |
| Atlántico          | 11 | Fundecai, Ilusión Naranja, ADN F. C., Club Cachorros, Cosmos Santo Tomás, Estudiantes de la Provincia, Atlético Malambo, Boca Juniors Soledad, Academia Italiana, Interbaq, Risaralda |
| Cesar              | 11 | Equipo Azul, Unión Jaguera, Cóndor F. C., Nápoles, Internacional, Valleclub, Club Formativo La Paz, Academia Nacional, Gremio Vallenato, Ilusión Vallenata, Real Bucaramanga |
| Cundinamarca       | 9  | Academia Blanco y Negro, Tequendama, Invictus Ubaté, Cerro Pionono, Nueva Generación GCC, Talentos Colombia, Real Pasión, Academia Cajicá, Sabana Norte |
| Risaralda          | 9  | Atlético Arabia, Manases, La Cantera, Atlético Santa Rosa, Fantasías Nueva York, Mario Gimenez, Atlético Risaralda, Acción Cívica, Cerritos Futcer |
| Córdoba            | 8  | Efusa, Real San Jorge, Tigres del Sinú, Cordeajax, Rey Pelé, Deportivo Sahagún, Independiente Santa Teresa, Estrellas de Tierralta |
| Sucre              | 8  | Academia Jesús Arrieta, Deportivo Independiente, Boca Juniors Sincelejo, Once Sucre, Corsur Unión Urabá, Sabaneros, Fleming Three, Toluviejo F. C. |
| Caldas             | 6  | Masiaz, Once Chinchiná, Semillero de Titanes, Academia Harlem Santiago, Soccer Quality, Fundadores |
| Quindío            | 6  | Once Cafetero, Alianza F. C. Mango Biche Juventus, Tigres del Quindío, Atlético Quindío, MAG |
| Casanare           | 5  | Bicentenario, Atlético del Oriente, Atlético Real Paz, Unión Casanare, Promesas del Llano |
| Nariño             | 5  | Unión Pacífico Sur, Deportivo La Sabana, Atlético Nariño, Estudiantes F. C., Boca Juniors Nariño |
| Santander          | 5  | Rondón, Estudiantes Football Cracks, Real Soto Norte, Juan Carlos Quintero, Atlético Santander |
| Cauca              | 4  | Independiente Popayán, DeporCauca, Fútbol Paz, Cañasgordas Latinos |
| Huila              | 4  | DeporNeiva, Juventud Huila, Academia F. C., Champions Huila |
| Magdalena          | 4  | Deportivo Quique, Caimanes del Magdalena, Academia Europea, Los Embajadores |
| Chocó              | 3  | Atlético Chocó, Linaje, Atrato River |
| Tolima             | 3  | ITFIP, Alianza Tolima, Villa de las Palmas |
| Boyacá             | 2  | Nueva Generación, Gedeones del Llano |
| La Guajira         | 2  | Deportivo J. M., Semillero Uribiero |
| Meta               | 2  | Alianza Llanos, Gemelos |
| Caquetá            | 1  | Fiorentina F. C. |

## Equipos descalificados y/o retirados
| Descalificados: - Sueños Dorados - Manases - Cañasgordas Latinos - Puerto PRO F. C. - Atlético Trujillo - Torre Fuerte - Atlético Real Paz - Alset Bolton - Independiente Distrital - Alianza Tolima - Risaralda - School Bolívar International - Deportivo Independiente |  | Retirados: - Cerritos Futcer - Alianza Santander |

## Fase de grupos
La primera fase dio inicio el 10 de julio, sin previo aviso por parte de la Difutbol, y concluyó el fin de semana del 9 de octubre.

### Grupo A
| Pos. | Equipo                  | Pts. | PJ | G | E | P | GF | GC | Dif. |               |     | PLA | PJI | SAN | ANT |
| ---- | ----------------------- | ---- | -- | - | - | - | -- | -- | ---- | ------------- | --- | --- | --- | --- | --- |
| 1    | Alianza Platanera       | 13   | 6  | 4 | 1 | 1 | 10 | 4  | +6   | Segunda fase. |     | —   | 1–0 | 3–1 | 1–1 |
| 2    | Politécnico Jaime Isaza | 12   | 6  | 4 | 0 | 2 | 9  | 5  | +4   | Segunda fase. |     | 1–0 | —   | 2–1 | 1–0 |
| 3    | Real Santuario          | 6    | 6  | 2 | 0 | 4 | 8  | 13 | −5   |               |     | 0–2 | 2–1 | —   | 1–3 |
| 4    | Antioquia F. C.         | 4    | 6  | 1 | 1 | 4 | 8  | 13 | −5   |               | 1–3 | 1–4 | 2–3 | —   |     |

 Fuente: Difutbol

### Grupo B
| Pos. | Equipo                 | Pts. | PJ | G | E | P | GF | GC | Dif. |               |     | SAB | ROJ | SEL | LIN | MAR | EMB | SUE |
| ---- | ---------------------- | ---- | -- | - | - | - | -- | -- | ---- | ------------- | --- | --- | --- | --- | --- | --- | --- | --- |
| 1    | Independiente Sabaneta | 24   | 12 | 7 | 3 | 2 | 27 | 14 | +13  | Segunda fase. |     | —   | 1–0 | 4–1 | 1–1 | 1–1 | 2–1 | 4–1 |
| 2    | Rojo F. C.             | 23   | 12 | 7 | 2 | 3 | 24 | 20 | +4   | Segunda fase. |     | 3–1 | —   | 2–1 | 2–3 | 5–4 | 1–1 | 1–1 |
| 3    | Sellos Colombianos     | 19   | 12 | 6 | 1 | 5 | 29 | 27 | +2   | Segunda fase. |     | 4–3 | 5–2 | —   | 1–4 | 3–1 | 2–2 | 1–0 |
| 4    | Linaje                 | 15   | 12 | 4 | 3 | 5 | 17 | 18 | −1   |               |     | 1–1 | 0–1 | 1–4 | —   | 2–3 | 0–2 | 3–0 |
| 5    | Tiendas Margo          | 14   | 12 | 4 | 2 | 6 | 18 | 25 | −7   |               | 0–5 | 1–3 | 4–2 | 2–0 | —   | 0–2 | 1–0 |     |
| 6    | Embajadores            | 14   | 12 | 3 | 5 | 4 | 15 | 16 | −1   |               | 0–1 | 1–2 | 2–5 | 1–1 | 1–1 | —   | 1–0 |     |
| 7    | Sueños Dorados         | 8    | 12 | 2 | 2 | 8 | 8  | 18 | −10  | Expulsado     |     | 1–3 | 1–2 | 2–0 | 0–1 | 1–0 | 1–1 | —   |

 Fuente: Difutbol

### Grupo C
| Pos. | Equipo                    | Pts. | PJ | G | E | P | GF | GC | Dif. |                       |     | CHA | BEL | PAN | DUA | CPU | BRA |
| ---- | ------------------------- | ---- | -- | - | - | - | -- | -- | ---- | --------------------- | --- | --- | --- | --- | --- | --- | --- |
| 1    | La Chalaca                | 22   | 10 | 7 | 1 | 2 | 19 | 12 | +7   | Segunda fase.         |     | —   | 2–0 | 2–1 | 2–0 | 2–1 | 4–1 |
| 2    | Deportivo Bello           | 17   | 10 | 5 | 2 | 3 | 19 | 14 | +5   | Segunda fase.         |     | 2–3 | —   | 1–1 | 1–0 | 2–1 | 5–0 |
| 3    | Panteras                  | 16   | 10 | 4 | 4 | 2 | 18 | 15 | +3   | Posible Segunda Fase. |     | 1–0 | 4–3 | —   | 3–1 | 1–1 | 1–2 |
| 4    | Deportivo Urabá Antioquia | 13   | 10 | 4 | 1 | 5 | 11 | 9  | +2   |                       |     | 4–0 | 0–0 | 1–2 | —   | 1–0 | 1–0 |
| 5    | Carlos Pipe Uribe         | 12   | 10 | 3 | 3 | 4 | 19 | 13 | +6   |                       | 1–1 | 2–3 | 2–2 | 1–0 | —   | 2–0 |     |
| 6    | Barrio Brasilia           | 4    | 10 | 1 | 1 | 8 | 8  | 31 | −23  |                       | 1–3 | 1–2 | 2–2 | 0–3 | 1–8 | —   |     |

 Fuente: Difutbol

### Grupo D
| Pos. | Equipo         | Pts. | PJ | G | E | P | GF | GC | Dif. |                       |     | ITA | RET | CHO    | SAB | ATR | CEF |
| ---- | -------------- | ---- | -- | - | - | - | -- | -- | ---- | --------------------- | --- | --- | --- | ------ | --- | --- | --- |
| 1    | Itagüí Soccer  | 25   | 10 | 8 | 1 | 1 | 33 | 13 | +20  | Segunda fase.         |     | —   | 3–2 | 6–2    | 6–4 | 3–0 | 3–1 |
| 2    | El Retiro      | 22   | 10 | 7 | 1 | 2 | 23 | 11 | +12  | Segunda fase.         |     | 0–0 | —   | 1–0    | 2–1 | 2–1 | 3–0 |
| 3    | Atlético Chocó | 14   | 10 | 4 | 2 | 4 | 18 | 20 | −2   | Posible Segunda Fase. |     | 0–6 | 5–2 | —      | 3–0 | 3–0 | 2–0 |
| 4    | Sabaneta F. C. | 10   | 9  | 3 | 1 | 5 | 16 | 23 | −7   |                       |     | 0–3 | 1–3 | 2–2    | —   | 2–1 | 3–2 |
| 5    | Atrato River   | 7    | 9  | 2 | 1 | 6 | 8  | 16 | −8   |                       | 3–0 | 0–5 | 0–0 | [ 13 ] | —   | 3–0 |     |
| 6    | Cefuca         | 6    | 10 | 2 | 0 | 8 | 9  | 24 | −15  |                       | 1–3 | 0–3 | 3–1 | 1–3    | 1–0 | —   |     |

 Fuente: Difutbol

### Grupo E
| Pos. | Equipo                  | Pts. | PJ | G | E | P | GF | GC | Dif. |               |     | EST | ESM | TOR | TYV | HAL |
| ---- | ----------------------- | ---- | -- | - | - | - | -- | -- | ---- | ------------- | --- | --- | --- | --- | --- | --- |
| 1    | Estrellas 2000 Urabá    | 19   | 8  | 6 | 1 | 1 | 29 | 12 | +17  | Segunda fase. |     | —   | 3–2 | 5–2 | 2–2 | 9–0 |
| 2    | Estudiantes de Medellín | 14   | 8  | 4 | 2 | 2 | 18 | 8  | +10  | Segunda fase. |     | 4–1 | —   | 2–1 | 0–0 | 3–0 |
| 3    | Torreón de la Montaña   | 13   | 8  | 4 | 1 | 3 | 21 | 16 | +5   |               |     | 2–4 | 1–0 | —   | 3–0 | 3–2 |
| 4    | Talento y Vida          | 9    | 8  | 2 | 3 | 3 | 12 | 21 | −9   |               | 0–2 | 1–1 | 1–7 | —   | 4–3 |     |
| 5    | Halcones de Sabaneta    | 1    | 8  | 0 | 1 | 7 | 11 | 34 | −23  |               | 0–3 | 1–6 | 2–2 | 3–4 | —   |     |

 Fuente: Difutbol

### Grupo F
| Pos. | Equipo                   | Pts. | PJ | G | E | P | GF | GC | Dif. |               |     | CHI | RIS | TIG | CAC | ACC | MAG | AHS |
| ---- | ------------------------ | ---- | -- | - | - | - | -- | -- | ---- | ------------- | --- | --- | --- | --- | --- | --- | --- | --- |
| 1    | Once Chinchiná           | 21   | 12 | 6 | 3 | 3 | 15 | 6  | +9   | Segunda fase. |     | —   | 2–0 | 1–1 | 2–0 | 2–0 | 2–0 | 1–1 |
| 2    | Atlético Risaralda       | 20   | 12 | 6 | 2 | 4 | 25 | 19 | +6   | Segunda fase. |     | 2–1 | —   | 3–0 | 4–3 | 1–1 | 2–3 | 4–0 |
| 3    | Tigres del Quindío       | 20   | 12 | 6 | 2 | 4 | 17 | 12 | +5   | Segunda fase. |     | 1–0 | 0–1 | —   | 1–1 | 0–1 | 1–0 | 4–1 |
| 4    | Caciques Centenario      | 17   | 12 | 4 | 5 | 3 | 15 | 14 | +1   |               |     | 1–0 | 1–1 | 2–0 | —   | 0–0 | 1–1 | 2–1 |
| 5    | Acción Cívica            | 16   | 12 | 4 | 4 | 4 | 9  | 11 | −2   |               | 0–1 | 3–2 | 0–1 | 1–0 | —   | 0–0 | 1–1 |     |
| 6    | MAG                      | 12   | 12 | 3 | 3 | 6 | 14 | 22 | −8   |               | 0–3 | 3–2 | 1–5 | 0–1 | 2–0 | —   | 3–4 |     |
| 7    | Academia Harlen Santiago | 8    | 12 | 1 | 5 | 6 | 16 | 27 | −11  |               | 0–0 | 2–3 | 1–3 | 3–3 | 1–2 | 1–1 | —   |     |

 Fuente: Difutbol

### Grupo G
| Pos. | Equipo               | Pts. | PJ | G | E | P  | GF | GC | Dif. |                       |     | CAN | MAS | JUV | SEM | FNY | MAN |
| ---- | -------------------- | ---- | -- | - | - | -- | -- | -- | ---- | --------------------- | --- | --- | --- | --- | --- | --- | --- |
| 1    | La Cantera           | 26   | 10 | 8 | 2 | 0  | 26 | 8  | +18  | Segunda fase.         |     | —   | 1–0 | 7–2 | 3–0 | 1–0 | 1–0 |
| 2    | Masíaz               | 25   | 10 | 8 | 1 | 1  | 27 | 7  | +20  | Segunda fase.         |     | 2–2 | —   | 5–1 | 5–0 | 6–1 | 1–0 |
| 3    | Mango Biche Juventus | 15   | 10 | 5 | 0 | 5  | 16 | 24 | −8   | Posible Segunda Fase. |     | 2–5 | 2–3 | —   | 2–1 | 2–1 | 1–0 |
| 4    | Semillero de Titanes | 14   | 10 | 4 | 2 | 4  | 11 | 18 | −7   |                       |     | 1–1 | 0–3 | 2–0 | —   | 3–2 | 1–0 |
| 5    | Fantasías Nueva York | 7    | 10 | 2 | 1 | 7  | 9  | 20 | −11  |                       | 1–4 | 0–1 | 0–1 | 2–2 | —   | 1–0 |     |
| 6    | Manases              | 0    | 10 | 0 | 0 | 10 | 0  | 12 | −12  | Expulsado             |     | 0–1 | 0–1 | 0–3 | 0–1 | 0–1 | —   |

 Fuente: Difutbol

### Grupo H
| Pos. | Equipo              | Pts. | PJ | G  | E | P  | GF | GC | Dif. |               |     | CAR | SAN | ALI | SOC | MAR | FOR | ARA | QUI | CER |
| ---- | ------------------- | ---- | -- | -- | - | -- | -- | -- | ---- | ------------- | --- | --- | --- | --- | --- | --- | --- | --- | --- | --- |
| 1    | Atlético Cartago    | 36   | 16 | 11 | 3 | 2  | 32 | 9  | +23  | Segunda fase. |     | —   | 1–0 | 4–1 | 3–1 | 1–1 | 3–2 | 2–1 | 5–0 | 3–0 |
| 2    | Atlético Santa Rosa | 34   | 16 | 10 | 4 | 2  | 34 | 12 | +22  | Segunda fase. |     | 1–0 | —   | 2–1 | 2–0 | 0–0 | 3–1 | 5–0 | 1–0 | 4–1 |
| 3    | Alianza F. C.       | 31   | 16 | 10 | 1 | 5  | 29 | 17 | +12  | Segunda fase. |     | 1–0 | 2–2 | —   | 3–1 | 1–0 | 4–0 | 6–0 | 2–0 | 1–0 |
| 4    | Soccer Quality      | 26   | 16 | 8  | 2 | 6  | 30 | 19 | +11  | Segunda fase. |     | 0–0 | 2–2 | 2–1 | —   | 1–0 | 5–1 | 2–1 | 4–0 | 2–0 |
| 5    | Mario Giménez       | 26   | 16 | 7  | 5 | 4  | 27 | 16 | +11  |               |     | 1–1 | 0–3 | 0–1 | 1–0 | —   | 1–0 | 3–1 | 4–2 | 8–0 |
| 6    | Formadores          | 23   | 16 | 7  | 2 | 7  | 26 | 32 | −6   |               | 0–3 | 3–3 | 2–1 | 2–1 | 2–3 | —   | 2–1 | 2–1 | 4–0 |     |
| 7    | Atlético Arabia     | 17   | 16 | 5  | 2 | 9  | 17 | 28 | −11  |               | 0–1 | 0–2 | 3–1 | 1–0 | 0–0 | 0–1 | —   | 1–1 | 5–2 |     |
| 8    | Atlético Quindío    | 11   | 16 | 3  | 2 | 11 | 15 | 36 | −21  |               | 0–3 | 1–0 | 1–2 | 1–3 | 1–3 | 3–3 | 0–2 | —   | 1–0 |     |
| 9    | Cerritos Futcer     | 1    | 16 | 0  | 1 | 15 | 7  | 48 | −41  | Expulsado     |     | 0–2 | 0–4 | 0–1 | 1–6 | 2–2 | 0–1 | 0–1 | 1–3 | —   |

 Fuente: Difutbol

### Grupo I
| Pos. | Equipo                | Pts. | PJ | G | E | P | GF | GC | Dif. |               |     | FUT | CAU | YUM | ORO | GUA | POP | TAL | VAL |
| ---- | --------------------- | ---- | -- | - | - | - | -- | -- | ---- | ------------- | --- | --- | --- | --- | --- | --- | --- | --- | --- |
| 1    | Fútbol Paz            | 29   | 14 | 9 | 2 | 3 | 26 | 17 | +9   | Segunda fase. |     | —   | 1–0 | 0–3 | 5–1 | 0–2 | 0–1 | 5–4 | 3–0 |
| 2    | DeporCauca            | 25   | 14 | 7 | 4 | 3 | 22 | 16 | +6   | Segunda fase. |     | 1–1 | —   | 2–1 | 2–1 | 0–0 | 2–1 | 0–0 | 3–1 |
| 3    | Unión Yumbo           | 24   | 14 | 7 | 3 | 4 | 24 | 18 | +6   | Segunda fase. |     | 0–2 | 2–4 | —   | 1–1 | 1–0 | 5–3 | 2–0 | 3–0 |
| 4    | Oros del Pacífico     | 19   | 14 | 5 | 4 | 5 | 22 | 24 | −2   |               |     | 0–0 | 2–0 | 1–1 | —   | 3–1 | 2–3 | 2–1 | 4–1 |
| 5    | Guama F. C.           | 18   | 14 | 5 | 3 | 6 | 19 | 19 | 0    |               | 1–2 | 4–5 | 2–0 | 3–0 | —   | 1–3 | 1–0 | 2–1 |     |
| 6    | Independiente Popayán | 18   | 14 | 4 | 6 | 4 | 25 | 21 | +4   |               | 1–2 | 0–0 | 1–1 | 5–0 | 1–1 | —   | 1–1 | 1–1 |     |
| 7    | Talentos G. V.        | 11   | 14 | 2 | 5 | 7 | 18 | 25 | −7   |               | 1–2 | 2–1 | 1–2 | 1–1 | 2–0 | 3–3 | —   | 0–3 |     |
| 8    | Valencia F. C.        | 9    | 14 | 2 | 3 | 9 | 15 | 31 | −16  |               | 2–3 | 0–2 | 1–2 | 0–4 | 1–1 | 2–1 | 2–2 | —   |     |

 Fuente: Difutbol

### Grupo J
| Pos. | Equipo                      | Pts. | PJ | G  | E | P | GF | GC | Dif. |               |  | ACM | DVA | NOR | CAR | CAÑ     | PRO     | TRU     |
| ---- | --------------------------- | ---- | -- | -- | - | - | -- | -- | ---- | ------------- |  | --- | --- | --- | --- | ------- | ------- | ------- |
| 1    | Academia Christopher Moreno | 36   | 12 | 12 | 0 | 0 | 24 | 2  | +22  | Segunda fase. |  | —   | 2–0 | 1–0 | 6–1 | 3–0     | 1–0     | 2–0     |
| 2    | Depor Valencia              | 28   | 12 | 9  | 1 | 2 | 23 | 7  | +16  | Segunda fase. |  | 0–2 | —   | 1–1 | 3–0 | 1–0     | 1–0     | 3–0     |
| 3    | Norte del Valle             | 23   | 12 | 7  | 2 | 3 | 13 | 8  | +5   | Segunda fase. |  | 0–1 | 1–5 | —   | 1–0 | 3–0     | 3–0     | 1–0     |
| 4    | Cardozo F. C.               | 16   | 12 | 5  | 1 | 6 | 11 | 20 | −9   |               |  | 1–3 | 1–4 | 0–0 | —   | 0–2     | 3–0     | 1–0     |
| 5    | Cañasgordas Latinos         | 6    | 10 | 2  | 0 | 8 | 5  | 12 | −7   | Expulsado     |  | 0–1 | 0–1 | 0–1 | 0–1 | —       | 0–1     | 3–0     |
| 6    | Puerto PRO F. C.            | 3    | 9  | 1  | 0 | 8 | 1  | 12 | −11  | Expulsado     |  | 0–1 | 0–1 | 0–1 | 0–1 | Anulado | —       | Anulado |
| 7    | Atlético Trujillo           | 0    | 9  | 0  | 0 | 9 | 0  | 17 | −17  | Expulsado     |  | 0–1 | 0–3 | 0–1 | 0–2 | Anulado | Anulado | —       |

 Fuente: Difutbol

### Grupo K
| Pos. | Equipo              | Pts. | PJ | G | E | P | GF | GC | Dif. |               |     | UPS | EST | SAB | NAR | BJN |
| ---- | ------------------- | ---- | -- | - | - | - | -- | -- | ---- | ------------- | --- | --- | --- | --- | --- | --- |
| 1    | Unión Pacífico Sur  | 18   | 8  | 5 | 3 | 0 | 13 | 4  | +9   | Segunda fase. |     | —   | 2–0 | 1–1 | 2–0 | 3–2 |
| 2    | Estudiantes F. C.   | 14   | 8  | 4 | 2 | 2 | 11 | 9  | +2   | Segunda fase. |     | 0–0 | —   | 2–1 | 2–2 | 1–0 |
| 3    | Deportivo La Sabana | 13   | 8  | 3 | 4 | 1 | 10 | 7  | +3   |               |     | 1–1 | 3–1 | —   | 1–1 | 0–0 |
| 4    | Atlético Nariño     | 5    | 8  | 1 | 2 | 5 | 4  | 11 | −7   |               | 0–3 | 0–1 | 0–1 | —   | 0–1 |     |
| 5    | Boca Juniors Nariño | 4    | 8  | 1 | 1 | 6 | 5  | 12 | −7   |               | 0–1 | 1–4 | 1–2 | 0–1 | —   |     |

 Fuente: Difutbol

### Grupo L
| Pos. | Equipo                  | Pts. | PJ | G | E | P | GF | GC | Dif. |                       |     | BYN | SUR | GEM | QUI | IND | TOR |
| ---- | ----------------------- | ---- | -- | - | - | - | -- | -- | ---- | --------------------- | --- | --- | --- | --- | --- | --- | --- |
| 1    | Academia Blanco y Negro | 24   | 10 | 7 | 3 | 0 | 30 | 6  | +24  | Segunda fase.         |     | —   | 2–0 | 3–0 | 2–2 | 7–1 | 3–0 |
| 2    | Alianza Sur             | 23   | 10 | 7 | 2 | 1 | 29 | 8  | +21  | Segunda fase.         |     | 1–1 | —   | 5–1 | 2–2 | 6–1 | 4–0 |
| 3    | Gemelos                 | 15   | 10 | 4 | 3 | 3 | 16 | 18 | −2   | Posible Segunda Fase. |     | 2–2 | 1–2 | —   | 1–0 | 4–1 | 1–0 |
| 4    | La Quinta Sport         | 10   | 10 | 2 | 4 | 4 | 10 | 16 | −6   |                       |     | 0–4 | 0–3 | 2–2 | —   | 2–0 | 0–0 |
| 5    | Independiente           | 6    | 10 | 2 | 0 | 8 | 9  | 32 | −23  |                       | 0–3 | 0–4 | 3–4 | 1–2 | —   | 1–0 |     |
| 6    | Torre Fuerte            | 5    | 10 | 1 | 2 | 7 | 1  | 15 | −14  | Expulsado             |     | 0–3 | 0–2 | 0–0 | 1–0 | 0–1 | —   |

 Fuente: Difutbol

### Grupo LL
| Pos. | Equipo             | Pts. | PJ | G | E | P | GF | GC | Dif. |                       |     | ALL | FIR | TEQ | BEL | DIS | PRO |
| ---- | ------------------ | ---- | -- | - | - | - | -- | -- | ---- | --------------------- | --- | --- | --- | --- | --- | --- | --- |
| 1    | Alianza Llanos     | 26   | 10 | 8 | 2 | 0 | 36 | 2  | +34  | Segunda fase.         |     | —   | 0–0 | 3–0 | 5–0 | 3–1 | 9–0 |
| 2    | First Level        | 23   | 10 | 7 | 2 | 1 | 16 | 7  | +9   | Segunda fase.         |     | 1–2 | —   | 2–1 | 2–2 | 1–0 | 2–0 |
| 3    | Tequendama         | 14   | 10 | 4 | 2 | 4 | 8  | 10 | −2   | Posible Segunda Fase. |     | 0–0 | 1–2 | —   | 1–0 | 0–0 | 1–0 |
| 4    | Belhorizon         | 10   | 10 | 3 | 1 | 6 | 14 | 29 | −15  |                       |     | 0–5 | 1–2 | 1–0 | —   | 2–1 | 7–2 |
| 5    | Distrito Elite     | 7    | 10 | 2 | 1 | 7 | 17 | 11 | +6   |                       | 0–1 | 0–1 | 1–2 | 8–0 | —   | 6–0 |     |
| 6    | Promesas del Llano | 6    | 10 | 2 | 0 | 8 | 7  | 39 | −32  |                       | 0–8 | 0–3 | 1–2 | 3–1 | 1–0 | —   |     |

 Fuente: Difutbol

### Grupo M
| Pos. | Equipo            | Pts. | PJ | G  | E | P  | GF | GC | Dif. |               |     | PIO | INV | NUE | LYO | TIG | PAZ | ARS | SAB |
| ---- | ----------------- | ---- | -- | -- | - | -- | -- | -- | ---- | ------------- | --- | --- | --- | --- | --- | --- | --- | --- | --- |
| 1    | Cerro Pionono     | 33   | 14 | 10 | 3 | 1  | 28 | 10 | +18  | Segunda fase. |     | —   | 1–3 | 2–0 | 0–0 | 3–0 | 1–0 | 2–1 | 1–0 |
| 2    | Invictus Ubaté    | 28   | 14 | 9  | 1 | 4  | 34 | 16 | +18  | Segunda fase. |     | 1–2 | —   | 0–1 | 2–1 | 2–2 | 4–0 | 3–2 | 3–0 |
| 3    | Nueva Generación  | 28   | 14 | 9  | 1 | 4  | 23 | 14 | +9   | Segunda fase. |     | 0–2 | 2–1 | —   | 1–0 | 4–3 | 2–0 | 5–0 | 2–0 |
| 4    | Lyon              | 27   | 14 | 8  | 3 | 3  | 23 | 12 | +11  |               |     | 1–1 | 3–2 | 2–1 | —   | 2–0 | 2–0 | 3–1 | 3–1 |
| 5    | Tigres "B"        | 15   | 14 | 3  | 6 | 5  | 12 | 22 | −10  |               | 1–1 | 1–3 | 1–1 | 0–0 | —   | 2–1 | 0–3 | 1–0 |     |
| 6    | Atlético Real Paz | 13   | 14 | 4  | 1 | 9  | 13 | 22 | −9   | Expulsado     |     | 1–2 | 0–1 | 1–0 | 3–1 | 0–1 | —   | 1–1 | 4–3 |
| 7    | Arsenal Bogotá    | 8    | 14 | 2  | 2 | 10 | 15 | 30 | −15  |               |     | 1–4 | 0–3 | 1–2 | 0–2 | 0–0 | 1–2 | —   | 2–3 |
| 8    | Sabana Norte      | 7    | 14 | 2  | 1 | 11 | 12 | 36 | −24  |               | 1–6 | 1–6 | 1–2 | 0–3 | 1–1 | 1–0 | 0–2 | —   |     |

 Fuente: Difutbol

### Grupo N
| Pos. | Equipo               | Pts. | PJ | G  | E | P | GF | GC | Dif. |               |     | UNI | NGE | EST | ATO | ALS | GED | TAL | CAJ |
| ---- | -------------------- | ---- | -- | -- | - | - | -- | -- | ---- | ------------- | --- | --- | --- | --- | --- | --- | --- | --- | --- |
| 1    | Unión Casanare       | 33   | 14 | 11 | 0 | 3 | 39 | 12 | +27  | Segunda fase. |     | —   | 3–1 | 5–0 | 2–0 | 3–0 | 1–0 | 6–0 | 4–0 |
| 2    | Nueva Generación GCC | 30   | 14 | 9  | 3 | 2 | 38 | 15 | +23  | Segunda fase. |     | 1–0 | —   | 1–2 | 5–0 | 3–2 | 8–0 | 2–0 | 4–0 |
| 3    | Estrella Roja        | 29   | 14 | 9  | 2 | 3 | 27 | 18 | +9   | Segunda fase. |     | 3–0 | 1–4 | —   | 1–0 | 3–0 | 3–1 | 3–3 | 3–0 |
| 4    | Atlético del Oriente | 20   | 14 | 6  | 2 | 6 | 27 | 23 | +4   |               |     | 2–1 | 2–3 | 1–1 | —   | 2–1 | 3–0 | 9–0 | 4–0 |
| 5    | Alset Bolton         | 18   | 14 | 5  | 3 | 6 | 24 | 21 | +3   | Expulsado     |     | 2–3 | 0–0 | 1–2 | 3–0 | —   | 3–0 | 2–1 | 1–1 |
| 6    | Gedeones del Llano   | 11   | 14 | 3  | 2 | 9 | 19 | 40 | −21  |               |     | 0–6 | 2–2 | 1–2 | 5–2 | 1–4 | —   | 3–2 | 4–1 |
| 7    | Talentos Colombia    | 9    | 14 | 2  | 3 | 9 | 16 | 38 | −22  |               | 2–3 | 2–3 | 0–3 | 0–0 | 2–2 | 2–1 | —   | 2–0 |     |
| 8    | Academia Cajicá      | 9    | 14 | 2  | 3 | 9 | 8  | 31 | −23  |               | 1–2 | 1–1 | 1–0 | 1–2 | 0–3 | 1–1 | 1–0 | —   |     |

 Fuente: Difutbol

### Grupo Ñ
| Pos. | Equipo                 | Pts. | PJ | G | E | P | GF | GC | Dif. |                       |     | FAA | ACA | BIC | DIN | BAN | PAS |
| ---- | ---------------------- | ---- | -- | - | - | - | -- | -- | ---- | --------------------- | --- | --- | --- | --- | --- | --- | --- |
| 1    | Fuerzas Armadas        | 23   | 10 | 7 | 2 | 1 | 21 | 6  | +15  | Segunda fase.         |     | —   | 3–0 | 1–0 | 1–1 | 4–1 | 2–0 |
| 2    | Academia Internacional | 20   | 10 | 6 | 2 | 2 | 19 | 8  | +11  | Segunda fase.         |     | 2–0 | —   | 3–1 | 0–0 | 1–1 | 5–1 |
| 3    | Bicentenario           | 17   | 10 | 5 | 2 | 3 | 13 | 8  | +5   | Posible Segunda Fase. |     | 1–1 | 1–0 | —   | 2–0 | 1–0 | 1–1 |
| 4    | Dinhos                 | 12   | 10 | 3 | 3 | 4 | 14 | 13 | +1   |                       |     | 0–5 | 0–1 | 1–2 | —   | 1–0 | 8–0 |
| 5    | Banfield               | 8    | 10 | 2 | 2 | 6 | 10 | 15 | −5   |                       | 1–2 | 1–3 | 1–0 | 1–2 | —   | 4–1 |     |
| 6    | Real Pasión            | 3    | 10 | 0 | 3 | 7 | 4  | 31 | −27  |                       | 0–2 | 0–4 | 0–4 | 1–1 | 0–0 | —   |     |

 Fuente: Difutbol

### Grupo O
| Pos. | Equipo                  | Pts. | PJ | G | E | P  | GF | GC | Dif. |               |     | JUV | FAI | UNB | INT | JUB | OTA | CEN | DIS |
| ---- | ----------------------- | ---- | -- | - | - | -- | -- | -- | ---- | ------------- | --- | --- | --- | --- | --- | --- | --- | --- | --- |
| 1    | Juventus                | 27   | 14 | 8 | 3 | 3  | 29 | 18 | +11  | Segunda fase. |     | —   | 1–3 | 2–1 | 0–0 | 4–0 | 2–1 | 1–1 | 3–0 |
| 2    | Fair Play               | 23   | 14 | 7 | 2 | 5  | 19 | 18 | +1   | Segunda fase. |     | 2–3 | —   | 1–0 | 1–0 | 2–2 | 0–1 | 2–1 | 3–2 |
| 3    | Unión Bogotá            | 23   | 14 | 6 | 5 | 3  | 25 | 14 | +11  | Segunda fase. |     | 3–2 | 4–1 | —   | 0–0 | 2–2 | 0–0 | 0–1 | 8–1 |
| 4    | Deportivo Inter         | 22   | 14 | 5 | 7 | 2  | 19 | 11 | +8   |               |     | 2–2 | 3–0 | 0–1 | —   | 1–1 | 0–0 | 4–2 | 3–1 |
| 5    | Juventus "B"            | 22   | 14 | 5 | 7 | 2  | 25 | 20 | +5   |               | 1–4 | 1–0 | 2–2 | 0–0 | —   | 1–1 | 3–0 | 1–1 |     |
| 6    | Ota F. C.               | 17   | 14 | 4 | 5 | 5  | 17 | 15 | +2   |               | 3–0 | 0–3 | 1–2 | 1–1 | 0–2 | —   | 1–2 | 3–0 |     |
| 7    | Centenario              | 11   | 14 | 2 | 5 | 7  | 14 | 27 | −13  |               | 1–2 | 0–0 | 1–1 | 0–2 | 2–6 | 2–2 | —   | 0–0 |     |
| 8    | Independiente Distrital | 5    | 14 | 1 | 2 | 11 | 11 | 36 | −25  | Expulsado     |     | 0–3 | 0–1 | 0–1 | 2–3 | 1–3 | 0–3 | 3–1 | —   |

 Fuente: Difutbol

### Grupo Q
| Pos. | Equipo              | Pts. | PJ | G  | E | P  | GF | GC | Dif. |               |     | FIO | JUV | ITF | ACA | NEI | CHA | ALT  | VIL |
| ---- | ------------------- | ---- | -- | -- | - | -- | -- | -- | ---- | ------------- | --- | --- | --- | --- | --- | --- | --- | ---- | --- |
| 1    | Fiorentina F. C.    | 31   | 14 | 10 | 1 | 3  | 29 | 15 | +14  | Segunda fase. |     | —   | 2–1 | 0–2 | 3–1 | 3–2 | 2–1 | 2–0  | 5–0 |
| 2    | Juventud Huila      | 27   | 14 | 8  | 3 | 3  | 27 | 13 | +14  | Segunda fase. |     | 3–0 | —   | 2–3 | 0–0 | 2–2 | 2–1 | 3–0  | 6–1 |
| 3    | ITFIP               | 23   | 14 | 6  | 5 | 3  | 26 | 19 | +7   | Segunda fase. |     | 0–3 | 1–1 | —   | 1–0 | 3–3 | 1–1 | 9–1  | 1–1 |
| 4    | Academia F. C.      | 22   | 14 | 6  | 4 | 4  | 21 | 13 | +8   |               |     | 1–0 | 0–2 | 2–0 | —   | 0–0 | 3–1 | 5–0  | 3–1 |
| 5    | DeporNeiva          | 16   | 14 | 4  | 4 | 6  | 40 | 32 | +8   |               | 2–3 | 1–2 | 1–2 | 4–2 | —   | 4–1 | 3–3 | 10–1 |     |
| 6    | Champions Huila     | 14   | 14 | 3  | 5 | 6  | 21 | 28 | −7   |               | 1–2 | 2–1 | 2–2 | 1–1 | 5–4 | —   | 1–1 | 2–0  |     |
| 7    | Alianza Tolima      | 14   | 14 | 3  | 5 | 6  | 21 | 35 | −14  | Expulsado     |     | 1–1 | 0–1 | 2–0 | 0–0 | 4–2 | 2–2 | —    | 5–6 |
| 8    | Villa de las Palmas | 7    | 14 | 2  | 1 | 11 | 14 | 44 | −30  |               |     | 0–3 | 0–1 | 0–1 | 0–3 | 1–2 | 3–0 | 0–2  | —   |

 Fuente: Difutbol

### Grupo R
| Pos. | Equipo             | Pts. | PJ | G | E | P | GF | GC | Dif. |               |     | ZAM | FUN | ILU | ADN | ASR |
| ---- | ------------------ | ---- | -- | - | - | - | -- | -- | ---- | ------------- | --- | --- | --- | --- | --- | --- |
| 1    | Atlético Zamba     | 17   | 8  | 5 | 2 | 1 | 16 | 6  | +10  | Segunda fase. |     | —   | 0–0 | 4–2 | 0–0 | 4–1 |
| 2    | Fundecai           | 16   | 8  | 4 | 4 | 0 | 17 | 8  | +9   | Segunda fase. |     | 2–0 | —   | 2–2 | 2–2 | 4–0 |
| 3    | Ilusión Naranja    | 8    | 8  | 2 | 2 | 4 | 16 | 17 | −1   |               |     | 0–3 | 1–2 | —   | 3–3 | 6–0 |
| 4    | ADN F. C.          | 7    | 8  | 1 | 4 | 3 | 13 | 17 | −4   |               | 0–2 | 1–1 | 1–2 | —   | 6–3 |     |
| 5    | Alianza Santa Rosa | 6    | 8  | 2 | 0 | 6 | 13 | 27 | −14  |               | 1–3 | 2–4 | 2–0 | 4–0 | —   |     |

 Fuente: Difutbol

### Grupo S
| Pos. | Equipo                      | Pts. | PJ | G | E | P | GF | GC | Dif. |                       |     | CAI | CAC | COS | EST | MAL | BOC |
| ---- | --------------------------- | ---- | -- | - | - | - | -- | -- | ---- | --------------------- | --- | --- | --- | --- | --- | --- | --- |
| 1    | Caimanes del Magdalena      | 22   | 10 | 7 | 1 | 2 | 14 | 7  | +7   | Segunda fase.         |     | —   | 1–0 | 2–0 | 2–1 | 4–2 | 0–1 |
| 2    | Club Cachorros              | 20   | 10 | 6 | 2 | 2 | 17 | 8  | +9   | Segunda fase.         |     | 0–0 | —   | 6–1 | 2–1 | 2–0 | 1–0 |
| 3    | Cosmos Santo Tomás          | 20   | 10 | 6 | 2 | 2 | 17 | 13 | +4   | Posible Segunda Fase. |     | 1–0 | 1–1 | —   | 1–0 | 2–0 | 3–0 |
| 4    | Estudiantes de la Provincia | 10   | 10 | 3 | 1 | 6 | 17 | 15 | +2   |                       |     | 1–2 | 1–2 | 1–3 | —   | 4–1 | 3–1 |
| 5    | Atlético Malambo            | 8    | 10 | 2 | 2 | 6 | 13 | 23 | −10  |                       | 1–2 | 3–0 | 2–2 | 0–4 | —   | 4–3 |     |
| 6    | Boca Juniors de Soledad     | 5    | 10 | 1 | 2 | 7 | 7  | 19 | −12  |                       | 0–1 | 0–3 | 1–3 | 1–1 | 0–0 | —   |     |

 Fuente: Difutbol

### Grupo T
| Pos. | Equipo             | Pts. | PJ | G | E | P  | GF | GC | Dif. |                       |      | QUI | EUR | DJM  | ITA | URI | INT | RIS |
| ---- | ------------------ | ---- | -- | - | - | -- | -- | -- | ---- | --------------------- | ---- | --- | --- | ---- | --- | --- | --- | --- |
| 1    | Deportivo Quique   | 26   | 12 | 8 | 2 | 2  | 45 | 15 | +30  | Segunda fase.         |      | —   | 2–2 | 4–2  | 5–0 | 4–1 | 6–2 | 6–1 |
| 2    | Academia Europea   | 24   | 12 | 7 | 3 | 2  | 33 | 17 | +16  | Segunda fase.         |      | 2–0 | —   | 2–2  | 0–5 | 4–2 | 6–0 | 7–2 |
| 3    | Deportivo J. M.    | 23   | 12 | 7 | 2 | 3  | 25 | 14 | +11  | Segunda fase.         |      | 1–1 | 2–1 | —    | 1–0 | 2–0 | 3–2 | 3–0 |
| 4    | Academia Italiana  | 22   | 12 | 7 | 1 | 4  | 38 | 24 | +14  | Posible Segunda Fase. |      | 3–2 | 2–2 | 2–1  | —   | 1–5 | 3–1 | 5–1 |
| 5    | Semillero Uribiero | 19   | 12 | 6 | 1 | 5  | 22 | 20 | +2   |                       |      | 0–2 | 0–1 | 1–0  | 2–0 | —   | 3–3 | 3–1 |
| 6    | Interbaq           | 4    | 12 | 1 | 1 | 10 | 11 | 59 | −48  |                       | 0–10 | 0–5 | 0–4 | 0–12 | 2–4 | —   | 1–0 |     |
| 7    | Risaralda          | 3    | 12 | 1 | 0 | 11 | 14 | 39 | −25  | Expulsado             |      | 1–3 | 0–1 | 1–4  | 4–5 | 0–1 | 3–0 | —   |

 Fuente: Difutbol

### Grupo U
| Pos. | Equipo                       | Pts. | PJ | G  | E | P  | GF | GC | Dif. |               |      | SEM | FCA | BAL | BOQ | HAP | DCA | CAR | ZON  | SCH |
| ---- | ---------------------------- | ---- | -- | -- | - | -- | -- | -- | ---- | ------------- | ---- | --- | --- | --- | --- | --- | --- | --- | ---- | --- |
| 1    | Semillero Bolivarense        | 34   | 16 | 10 | 4 | 2  | 42 | 19 | +23  | Segunda fase. |      | —   | 1–1 | 0–3 | 1–0 | 2–2 | 3–1 | 8–0 | 4–1  | 1–0 |
| 2    | Fantasía Cartagena           | 30   | 16 | 9  | 3 | 4  | 36 | 27 | +9   | Segunda fase. |      | 1–2 | —   | 2–5 | 1–0 | 2–2 | 4–3 | 3–0 | 3–1  | 1–0 |
| 3    | Balón Pie Positivo           | 29   | 16 | 8  | 5 | 3  | 36 | 22 | +14  | Segunda fase. |      | 1–1 | 6–1 | —   | 1–1 | 3–2 | 1–1 | 2–4 | 3–1  | 1–0 |
| 4    | Boquilla F. C.               | 27   | 16 | 7  | 6 | 3  | 31 | 20 | +11  | Segunda fase. |      | 0–0 | 0–2 | 2–2 | —   | 2–2 | 7–4 | 4–1 | 3–0  | 1–0 |
| 5    | Happy Kids                   | 26   | 16 | 7  | 5 | 4  | 46 | 28 | +18  |               |      | 3–4 | 1–2 | 2–1 | 3–3 | —   | 0–2 | 1–1 | 13–4 | 3–0 |
| 6    | Deportiva Cartagena          | 21   | 16 | 6  | 3 | 7  | 35 | 34 | +1   |               | 2–3  | 2–2 | 0–0 | 1–4 | 1–2 | —   | 2–1 | 8–1 | 1–0  |     |
| 7    | Cartagena F. C.              | 19   | 16 | 6  | 1 | 9  | 21 | 36 | −15  |               | 2–0  | 3–2 | 1–3 | 1–2 | 0–3 | 1–2 | —   | 2–1 | 1–0  |     |
| 8    | Zona Sur                     | 16   | 16 | 5  | 1 | 10 | 28 | 69 | −41  |               | 2–11 | 1–6 | 4–3 | 1–1 | 1–6 | 5–4 | 3–2 | —   | 1–0  |     |
| 9    | School Bolívar International | 0    | 16 | 0  | 0 | 16 | 0  | 20 | −20  | Expulsado     |      | 0–1 | 0–3 | 0–1 | 0–1 | 0–1 | 0–1 | 0–1 | 0–1  | —   |

 Fuente: Difutbol

### Grupo V
| Pos. | Equipo                  | Pts. | PJ | G  | E | P  | GF | GC | Dif. |               |     | JES | ONC | BOC | SAB | JUV | BOL | TOL | FLE | COR | IND |
| ---- | ----------------------- | ---- | -- | -- | - | -- | -- | -- | ---- | ------------- | --- | --- | --- | --- | --- | --- | --- | --- | --- | --- | --- |
| 1    | Academia Jesús Arrieta  | 39   | 18 | 12 | 3 | 3  | 38 | 14 | +24  | Segunda fase. |     | —   | 1–2 | 1–1 | 0–0 | 1–0 | 4–0 | 6–1 | 4–1 | 2–1 | 1–0 |
| 2    | Once Sucre              | 37   | 18 | 11 | 4 | 3  | 22 | 7  | +15  | Segunda fase. |     | 0–1 | —   | 0–0 | 0–0 | 1–2 | 1–0 | 1–0 | 4–0 | 3–0 | 1–0 |
| 3    | Boca Juniors Sincelejo  | 37   | 18 | 10 | 7 | 1  | 23 | 9  | +14  | Segunda fase. |     | 1–2 | 1–0 | —   | 2–1 | 2–0 | 0–0 | 2–0 | 2–0 | 3–0 | 1–0 |
| 4    | Sabaneros               | 34   | 18 | 9  | 7 | 2  | 24 | 11 | +13  | Segunda fase. |     | 1–1 | 0–0 | 2–2 | —   | 1–1 | 1–0 | 1–2 | 2–0 | 2–0 | 1–0 |
| 5    | Juventud Real Magangué  | 29   | 18 | 8  | 5 | 5  | 17 | 15 | +2   |               |     | 1–2 | 1–2 | 0–0 | 1–2 | —   | 1–1 | 1–1 | 1–0 | 2–1 | 1–0 |
| 6    | Bolívar F. C.           | 25   | 18 | 7  | 4 | 7  | 17 | 21 | −4   |               | 2–1 | 0–1 | 1–2 | 0–1 | 0–0 | —   | 3–2 | 2–0 | 2–1 | 1–0 |     |
| 7    | Toluviejo               | 22   | 18 | 6  | 4 | 8  | 20 | 27 | −7   |               | 2–1 | 0–2 | 2–2 | 1–1 | 1–2 | 2–2 | —   | 2–0 | 2–1 | 1–0 |     |
| 8    | Fleming Threee          | 18   | 18 | 5  | 3 | 10 | 14 | 33 | −19  |               | 0–5 | 1–1 | 0–0 | 1–6 | 0–1 | 3–0 | 1–0 | —   | 4–2 | 1–0 |     |
| 9    | Corsur Unión Urabá      | 10   | 18 | 3  | 1 | 14 | 14 | 32 | −18  |               | 1–4 | 0–2 | 0–1 | 0–1 | 0–1 | 1–2 | 1–0 | 1–1 | —   | 3–0 |     |
| 10   | Deportivo Independiente | 0    | 18 | 0  | 0 | 18 | 0  | 20 | −20  | Expulsado     |     | 0–1 | 0–1 | 0–1 | 0–1 | 0–1 | 0–1 | 0–1 | 0–1 | 0–1 | —   |

 Fuente: Difutbol

### Grupo W
| Pos. | Equipo                | Pts. | PJ | G  | E | P  | GF | GC | Dif. |               |     | AZU | NAP | JAG | INT | PAZ | CON | VAL | ACA | GRE | ILU |
| ---- | --------------------- | ---- | -- | -- | - | -- | -- | -- | ---- | ------------- | --- | --- | --- | --- | --- | --- | --- | --- | --- | --- | --- |
| 1    | Equipo Azul           | 41   | 18 | 12 | 5 | 1  | 45 | 14 | +31  | Segunda fase. |     | —   | 5–0 | 1–0 | 3–0 | 2–1 | 3–1 | 5–1 | 2–0 | 5–1 | 5–1 |
| 2    | Nápoles               | 30   | 18 | 8  | 6 | 4  | 28 | 30 | −2   | Segunda fase. |     | 0–0 | —   | 0–0 | 3–2 | 2–1 | 0–0 | 2–1 | 0–2 | 3–1 | 3–0 |
| 3    | Unión Jagüera         | 29   | 18 | 7  | 8 | 3  | 19 | 13 | +6   | Segunda fase. |     | 0–0 | 0–1 | —   | 2–1 | 1–1 | 0–0 | 2–0 | 0–0 | 3–2 | 1–0 |
| 4    | Internacional         | 28   | 18 | 7  | 7 | 4  | 38 | 30 | +8   | Segunda fase. |     | 3–3 | 3–3 | 3–0 | —   | 3–1 | 1–2 | 0–0 | 2–2 | 3–2 | 2–1 |
| 5    | Club Formativo La Paz | 24   | 18 | 6  | 6 | 6  | 44 | 29 | +15  |               |     | 2–2 | 3–0 | 1–2 | 2–2 | —   | 0–0 | 3–4 | 3–4 | 8–0 | 4–1 |
| 6    | Cóndor F. C.          | 24   | 18 | 5  | 9 | 4  | 21 | 19 | +2   |               | 0–0 | 1–1 | 1–1 | 1–4 | 2–3 | —   | 2–4 | 1–1 | 0–0 | 2–0 |     |
| 7    | Valleclub             | 20   | 18 | 5  | 5 | 8  | 25 | 34 | −9   |               | 2–0 | 1–3 | 1–1 | 2–2 | 1–5 | 1–1 | —   | 2–2 | 1–3 | 2–0 |     |
| 8    | Academia Nacional     | 19   | 18 | 4  | 7 | 7  | 27 | 30 | −3   |               | 1–2 | 1–2 | 0–3 | 1–1 | 3–3 | 0–2 | 1–2 | —   | 3–0 | 2–2 |     |
| 9    | Gremio Vallenato      | 16   | 18 | 5  | 1 | 12 | 21 | 46 | −25  |               | 0–2 | 7–3 | 0–2 | 1–4 | 0–3 | 0–3 | 1–0 | 1–0 | —   | 1–3 |     |
| 10   | Ilusión Vallenata     | 10   | 18 | 2  | 4 | 12 | 16 | 39 | −23  |               | 1–5 | 2–2 | 1–1 | 1–2 | 0–0 | 0–2 | 1–0 | 2–4 | 0–1 | —   |     |

 Fuente: Difutbol

### Grupo X
| Pos. | Equipo             | Pts. | PJ | G | E | P | GF | GC | Dif. |                       |     | EFU | JOR | URA | TIG | GEO | COR |
| ---- | ------------------ | ---- | -- | - | - | - | -- | -- | ---- | --------------------- | --- | --- | --- | --- | --- | --- | --- |
| 1    | Efusa              | 18   | 10 | 5 | 3 | 2 | 10 | 7  | +3   | Segunda fase.         |     | —   | 2–1 | 1–1 | 0–1 | 1–1 | 0–0 |
| 2    | Real San Jorge     | 17   | 10 | 5 | 2 | 3 | 21 | 15 | +6   | Segunda fase.         |     | 2–0 | —   | 2–1 | 3–2 | 5–0 | 2–2 |
| 3    | Atlético Urabaense | 16   | 10 | 4 | 4 | 2 | 14 | 7  | +7   | Posible Segunda Fase. |     | 0–1 | 4–0 | —   | 1–0 | 0–0 | 2–0 |
| 4    | Tigres del Sinú    | 14   | 10 | 4 | 2 | 4 | 17 | 16 | +1   |                       |     | 0–2 | 1–1 | 2–2 | —   | 3–2 | 2–1 |
| 5    | Geovanis Cassiani  | 12   | 10 | 3 | 3 | 4 | 11 | 16 | −5   |                       | 1–2 | 2–0 | 1–1 | 0–3 | —   | 1–0 |     |
| 6    | Cordeajax          | 5    | 10 | 1 | 2 | 7 | 9  | 21 | −12  |                       | 0–1 | 1–5 | 0–2 | 4–3 | 1–3 | —   |     |

 Fuente: Difutbol

### Grupo Y
| Pos. | Equipo                     | Pts. | PJ | G | E | P  | GF | GC | Dif. |                       |     | FIL | REY | MAN | SAH | SAN | EST | PAN |
| ---- | -------------------------- | ---- | -- | - | - | -- | -- | -- | ---- | --------------------- | --- | --- | --- | --- | --- | --- | --- | --- |
| 1    | Filipenses                 | 29   | 12 | 9 | 2 | 1  | 27 | 9  | +18  | Segunda fase.         |     | —   | 1–0 | 2–0 | 1–0 | 1–0 | 1–0 | 5–0 |
| 2    | Rey Pelé                   | 26   | 12 | 8 | 2 | 2  | 24 | 10 | +14  | Segunda fase.         |     | 0–1 | —   | 3–1 | 6–2 | 1–0 | 2–0 | 3–0 |
| 3    | Mánchester                 | 21   | 12 | 6 | 3 | 3  | 21 | 12 | +9   | Segunda fase.         |     | 2–1 | 0–0 | —   | 1–2 | 1–0 | 6–0 | 4–1 |
| 4    | Deportivo Sahagún          | 20   | 12 | 6 | 2 | 4  | 23 | 17 | +6   | Posible Segunda Fase. |     | 2–2 | 0–0 | 1–2 | —   | 0–2 | 4–0 | 4–1 |
| 5    | Independiente Santa Teresa | 17   | 12 | 5 | 2 | 5  | 23 | 15 | +8   |                       |     | 2–2 | 4–5 | 0–0 | 0–1 | —   | 4–1 | 4–0 |
| 6    | Estrellas de Tierralta     | 4    | 12 | 1 | 1 | 10 | 14 | 36 | −22  |                       | 2–5 | 1–3 | 1–1 | 1–3 | 2–3 | —   | 0–3 |     |
| 7    | La Pantera                 | 3    | 12 | 1 | 0 | 11 | 10 | 43 | −33  |                       | 1–5 | 0–1 | 1–3 | 1–4 | 1–4 | 1–6 | —   |     |

 Fuente: Difutbol

### Grupo Y2
| Pos. | Equipo                      | Pts. | PJ | G  | E | P  | GF | GC | Dif. |               |     | RON | BUC | EMB | SOT | ATS | FOO | JCQ | ALI |
| ---- | --------------------------- | ---- | -- | -- | - | -- | -- | -- | ---- | ------------- | --- | --- | --- | --- | --- | --- | --- | --- | --- |
| 1    | Rondón                      | 31   | 14 | 10 | 1 | 3  | 30 | 15 | +15  | Segunda fase. |     | —   | 1–0 | 3–0 | 3–0 | 2–0 | 3–2 | 0–3 | 1–0 |
| 2    | Real Bucaramanga            | 30   | 14 | 10 | 0 | 4  | 36 | 17 | +19  | Segunda fase. |     | 1–2 | —   | 1–2 | 3–1 | 3–0 | 5–1 | 5–0 | 4–1 |
| 3    | Los Embajadores             | 30   | 14 | 9  | 3 | 2  | 27 | 13 | +14  | Segunda fase. |     | 3–1 | 4–0 | —   | 1–0 | 1–1 | 1–2 | 5–0 | 1–0 |
| 4    | Real Soto Norte             | 22   | 14 | 7  | 1 | 6  | 24 | 21 | +3   |               |     | 1–2 | 0–2 | 1–1 | —   | 4–1 | 2–1 | 3–2 | 6–2 |
| 5    | Atlético Santander          | 21   | 14 | 6  | 3 | 5  | 21 | 22 | −1   |               | 2–1 | 1–3 | 2–2 | 0–2 | —   | 2–0 | 3–2 | 1–0 |     |
| 6    | Estudiantes Football Cracks | 14   | 14 | 4  | 2 | 8  | 20 | 32 | −12  |               | 0–5 | 3–4 | 0–1 | 3–1 | 0–0 | —   | 4–2 | 1–0 |     |
| 7    | Juan Carlos Quintero        | 8    | 14 | 2  | 2 | 10 | 20 | 43 | −23  |               | 3–3 | 1–4 | 2–4 | 0–2 | 1–5 | 2–2 | —   | 1–3 |     |
| 8    | Alianza Santander           | 6    | 14 | 2  | 0 | 12 | 11 | 26 | −15  | Expulsado     |     | 0–3 | 0–1 | 0–1 | 0–1 | 1–3 | 4–1 | 0–1 | —   |

 Fuente: Difutbol

### Grupo Z
| Pos. | Equipo             | Pts. | PJ | G | E | P | GF | GC | Dif. |               |     | CHA | CUC | DLN | PRO | QOR | UFR | OLI |
| ---- | ------------------ | ---- | -- | - | - | - | -- | -- | ---- | ------------- | --- | --- | --- | --- | --- | --- | --- | --- |
| 1    | Atlético Chapinero | 24   | 12 | 7 | 3 | 2 | 25 | 15 | +10  | Segunda fase. |     | —   | 1–1 | 3–1 | 3–1 | 2–1 | 2–2 | 3–1 |
| 2    | Cúcuta F. C.       | 18   | 12 | 5 | 3 | 4 | 26 | 18 | +8   | Segunda fase. |     | 3–1 | —   | 3–1 | 3–4 | 1–1 | 2–0 | 1–3 |
| 3    | Deportivo La Norte | 17   | 12 | 5 | 2 | 5 | 18 | 20 | −2   | Segunda fase. |     | 0–2 | 2–1 | —   | 1–0 | 1–1 | 2–1 | 4–1 |
| 4    | La Provincia       | 17   | 12 | 4 | 5 | 3 | 23 | 19 | +4   |               |     | 2–1 | 2–2 | 2–2 | —   | 0–0 | 4–1 | 3–0 |
| 5    | Quinta Oriental    | 17   | 12 | 4 | 5 | 3 | 15 | 18 | −3   |               | 3–3 | 1–5 | 1–3 | 3–2 | —   | 2–1 | 1–0 |     |
| 6    | Unión Frontera     | 12   | 12 | 3 | 3 | 6 | 14 | 20 | −6   |               | 0–3 | 0–3 | 3–0 | 1–1 | 0–0 | —   | 4–1 |     |
| 7    | Olímpica Fútbol    | 10   | 12 | 3 | 1 | 8 | 12 | 23 | −11  |               | 0–1 | 2–1 | 2–1 | 2–2 | 0–1 | 0–1 | —   |     |

 Fuente: Difutbol

### Grupo Z2
| Pos. | Equipo               | Pts. | PJ | G | E | P | GF | GC | Dif. |               |     | PAM | ILP | RES | SNO | ATG | APA |
| ---- | -------------------- | ---- | -- | - | - | - | -- | -- | ---- | ------------- | --- | --- | --- | --- | --- | --- | --- |
| 1    | Pamplona F.C.        | 22   | 10 | 7 | 1 | 2 | 28 | 9  | +19  | Segunda fase. |     | —   | 4–2 | 3–1 | 2–0 | 3–0 | 8–1 |
| 2    | Internacional Patios | 20   | 10 | 6 | 2 | 2 | 20 | 14 | +6   | Segunda fase. |     | 2–1 | —   | 1–1 | 1–1 | 1–0 | 3–1 |
| 3    | Real Estudiantes     | 17   | 10 | 5 | 2 | 3 | 19 | 10 | +9   |               |     | 1–2 | 3–0 | —   | 1–2 | 3–0 | 3–0 |
| 4    | Santander del Norte  | 13   | 10 | 3 | 4 | 3 | 10 | 14 | −4   |               | 0–0 | 1–5 | 1–1 | —   | 0–3 | 3–0 |     |
| 5    | Astros de Guaimaral  | 9    | 10 | 3 | 0 | 7 | 13 | 18 | −5   |               | 2–1 | 0–2 | 1–2 | 1–2 | —   | 4–1 |     |
| 6    | Alto Pamplonita      | 4    | 10 | 1 | 1 | 8 | 7  | 33 | −26  |               | 0–4 | 1–3 | 0–3 | 1–1 | 3–2 | —   |     |

 Fuente: Difutbol

### Mejor tercero Grupos C-D-G
| Pos. | Equipo               | Pts. | PJ | G | E | P | GF | GC | Dif. |  |
| ---- | -------------------- | ---- | -- | - | - | - | -- | -- | ---- |  |
| 1    | Panteras             | 16   | 10 | 4 | 4 | 2 | 18 | 15 | +3   |  |
| 2    | Mango Biche Juventus | 15   | 10 | 5 | 0 | 5 | 16 | 24 | −8   |  |
| 3    | Atlético Chocó       | 14   | 10 | 4 | 2 | 4 | 18 | 20 | −2   |  |

 Fuente: Difutbol

### Mejor tercero Grupos L-LL-Ñ
| Pos. | Equipo       | Pts. | PJ | G | E | P | GF | GC | Dif. |  |
| ---- | ------------ | ---- | -- | - | - | - | -- | -- | ---- |  |
| 1    | Bicentenario | 17   | 10 | 5 | 2 | 3 | 13 | 8  | +5   |  |
| 2    | Gemelos      | 15   | 10 | 4 | 3 | 3 | 16 | 18 | −2   |  |
| 3    | Tequendama   | 14   | 10 | 4 | 2 | 4 | 8  | 10 | −2   |  |

 Fuente: Difutbol

### Mejor tercero Grupos S-X
| Pos. | Equipo             | Pts. | PJ | G | E | P | GF | GC | Dif. |  |
| ---- | ------------------ | ---- | -- | - | - | - | -- | -- | ---- |  |
| 1    | Cosmos Santo Tomás | 20   | 10 | 6 | 2 | 2 | 17 | 13 | +4   |  |
| 2    | Atlético Urabaense | 16   | 10 | 4 | 4 | 2 | 14 | 7  | +7   |  |

 Fuente: Difutbol

### Mejor cuarto Grupos T-Y
| Pos. | Equipo            | Pts. | PJ | G | E | P | GF | GC | Dif. |  |
| ---- | ----------------- | ---- | -- | - | - | - | -- | -- | ---- |  |
| 1    | Academia Italiana | 22   | 12 | 7 | 1 | 4 | 38 | 24 | +14  |  |
| 2    | Deportivo Sahagún | 20   | 12 | 6 | 2 | 4 | 23 | 17 | +6   |  |

 Fuente: Difutbol

## Fase eliminatoria
Equipos clasificados:
| Grupo A - Alianza Platanera - Politécnico Jaime Isaza Grupo B - Independiente Sabaneta - Rojo F. C. - Sellos Colombianos Grupo C - La Chalaca - Deportivo Bello - Panteras F. C. Grupo D - Itagüí Soccer - El Retiro Grupo E - Estrellas 2000 Urabá - Estudiantes de Medellín Grupo F - Once Chinchiná - Atlético Risaralda - Tigres del Quindío | Grupo G - La Cantera - Masiaz Grupo H - Atlético Cartago - Atlético Santa Rosa - Alianza F. C. - Soccer Quality Grupo I - Fútbol Paz - Deporcauca - Unión Yumbo Grupo J - Academia Christopher Moreno - Depor Valencia - Norte del Valle Grupo K - Unión Pacífico Sur - Estudiantes F. C. Grupo L - Academia Blanco y Negro - Alianza Sur | Grupo LL - Alianza Llanos - First Level Grupo M - Cerro Pionono - Invictus Ubaté - Nueva Generación Grupo N - Unión Casanare - Nueva Generación GCC - Estrella Roja Grupo Ñ - Fuerzas Armadas - Academia Internacional - Bicentenario Grupo O - Juventus - Fair Play - Unión Bogotá Grupo Q - Fiorentina F. C. - Juventud Huila - ITFIP | Grupo R - Atlético Zamba - Fundecai Grupo S - Caimanes del Magdalena - Cachorros - Cosmos Santo Tomás Grupo T - Quique - Academia Europea - Deportivo J. M. - Academia Italiana Grupo U - Semillero Bolivarense - Fantasia Cartagena - Balón Pie Positivo - Boquilla F. C. Grupo V - Academia Jesús Arrieta - Once Sucre - Boca Juniors Sincelejo - Sabaneros | Grupo W - Equipo Azul - Nápoles Becerril - Unión Jaguera - Internacional Grupo X - Efusa - Real San Jorge Grupo Y - Filipenses - Rey Pelé - Mánchester Grupo Y2 - Rondón - Real Bucaramanga - Los Embajadores Grupo Z - Atlético Chapinero - Cúcuta F. C. - Deportivo La Norte Grupo Z2 - Pamplona F. C. - Internacional Patios |

Total de equipos clasificados: 82

### Segunda fase
Los 82 equipos clasificados provenientes de la zona de grupos se enfrentaron en llaves de eliminación directa. Los partidos de ida se jugaron entre los días 15 y 19 de octubre, mientras que los partidos de vuelta entre el 23 y 24 de octubre. Serán locales en el partido de vuelta los equipos mejor ubicados por posición. En caso de ocupar la misma posición se tomará como criterio los puntos.
| Local en la ida         | Agr.         | Local en la vuelta          | Ida | Vuelta |
| ----------------------- | ------------ | --------------------------- | --- | ------ |
| Estrella Roja           | 0-6          | Alianza Platanera           | 0-0 | 0-6    |
| Nueva Generación        | 2-3          | Independiente Sabaneta      | 2-0 | 0-3    |
| Alianza Sur             | 4-4 (1-4 p.) | La Chalaca                  | 3-2 | 1-2    |
| First Level             | 1-7          | Itagüí Soccer               | 1-1 | 0-6    |
| Academia Internacional  | 3-4          | Estrellas 2000 Urabá        | 2-2 | 1-2    |
| Unión Bogotá            | 2-0          | Once Chinchiná              | 1-0 | 1-0    |
| Invictus Ubaté          | 2-2 (3-4 p.) | La Cantera                  | 2-0 | 0-2    |
| ITFIP                   | 2-1          | Atlético Cartago            | 1-0 | 1-1    |
| Estudiantes F. C.       | 3-5          | Fútbol Paz                  | 3-1 | 0-4    |
| Nueva Generación GCC    | 2-4          | Academia Christopher Moreno | 1-0 | 1-4    |
| Norte del Valle         | 4-5          | Unión Pacífico Sur          | 4-2 | 0-3    |
| El Retiro               | 4-2          | Academia Blanco y Negro     | 3-1 | 1-1    |
| Politécnico Jaime Isaza | 3-0          | Alianza Llanos              | 2-0 | 1-0    |
| Unión Yumbo             | 1-1 (3-4 p.) | Cerro Pionono               | 1-0 | 0-1    |
| Soccer Quality          | 4-2          | Unión Casanare              | 4-1 | 0-1    |
| Alianza F. C.           | 4-2          | Fuerzas Armadas             | 2-1 | 2-1    |
| Sellos Colombianos      | 10-3         | Juventus                    | 8-1 | 2-2    |
| Tigres del Quindío      | 4-1          | Fiorentina F. C.            | 2-0 | 2-1    |
| Rojo F. C.              | 1-3          | Juventud Huila              | 0-2 | 1-1    |
| Deportivo Bello         | 4-2          | Fair Play                   | 3-0 | 1-2    |
| Estudiantes de Medellín | 1-1 (4-3 p.) | Atlético Santa Rosa         | 1-1 | 0-0    |
| Atlético Risaralda      | 2-6          | Depor Valencia              | 2-2 | 0-4    |
| DeporCauca              | 4-2          | Masiaz                      | 4-1 | 0-1    |
| Panteras                | 4-3          | Bicentenario                | 3-0 | 1-3    |
| Boquilla F. C.          | 3-3 (4-2 p.) | Atlético Zamba              | 2-2 | 1-1    |
| Internacional           | 1-1 (4-3 p.) | Caimanes del Magdalena      | 1-0 | 0-1    |
| Balón Pie Positivo      | 3-7          | Deportivo Quique            | 1-5 | 2-2    |
| Unión Jagüera           | 2-4          | Semillero Bolivarense       | 1-1 | 1-3    |
| Mánchester              | 6-4          | Academia Jesús Arrieta      | 1-3 | 5-1    |
| Deportivo J. M.         | 2-2 (0-3 p.) | Equipo Azul                 | 0-0 | 2-2    |
| Boca Juniors Sincelejo  | 5-4          | Efusa                       | 5-1 | 0-3    |
| Sabaneros               | 1-2          | Filipenses                  | 1-1 | 0-1    |
| Deportivo La Norte      | 5-3          | Rondón                      | 4-0 | 1-3    |
| Los Embajadores         | 1-5          | Atlético Chapinero          | 0-1 | 1-4    |
| Real Bucaramanga        | 0-6          | Pamplona F.C.               | 0-4 | 0-2    |
| Fundecai                | 2-3          | Academia Europea            | 0-1 | 2-2    |
| Club Cachorros          | 1-1 (2-3 p.) | Nápoles                     | 1-0 | 0-1    |
| Rey Pelé                | 5-3          | Fantasía Cartagena          | 3-1 | 2-2    |
| Real San Jorge          | 1-2          | Once Sucre                  | 0-1 | 1-1    |
| Cosmos Santo Tomás      | 0-5          | Academia Italiana           | 0-2 | 0-W    |
| Cúcuta F. C.            | 4-4 (6-5 p.) | Internacional Patios        | 2-2 | 2-2    |

### Mejor perdedor segunda fase
El mejor perdedor entre las llaves 33, 36 y 41 clasificará a la tercera ronda.
| Pos. | Equipo               | Pts. | PJ | G | E | P | GF | GC | Dif. |  |
| ---- | -------------------- | ---- | -- | - | - | - | -- | -- | ---- |  |
| 1    | Rondón               | 3    | 2  | 1 | 0 | 1 | 3  | 5  | −2   |  |
| 2    | Internacional Patios | 2    | 2  | 0 | 2 | 0 | 4  | 4  | 0    |  |
| 3    | Fundecai             | 1    | 2  | 0 | 1 | 1 | 2  | 3  | −1   |  |

 Fuente: Difutbol

### Tercera fase
Jugaron 42 equipos proveniente de la fase II incluido el club Rondón de Barrancabermeja quien terminó como mejor perdedor de esa fase, Los partidos de ida se jugaron entre los días 29 de octubre y 1  de noviembre, mientras que los partidos de vuelta entre el 5 y 6 de noviembre. Serán locales en el partido de vuelta los equipos con mayor puntaje en la segunda fase.
| Local en la ida         | Agr.         | Local en la vuelta          | Ida | Vuelta |
| ----------------------- | ------------ | --------------------------- | --- | ------ |
| El Retiro               | 2-2 (2-4 p.) | Alianza Platanera           | 1-0 | 1-2    |
| Unión Pacífico Sur      | 2-1          | Independiente Sabaneta      | 2-0 | 0-1    |
| La Chalaca              | 3-5          | Academia Christopher Moreno | 1-2 | 2-3    |
| Fútbol Paz              | 1-0          | Itagüí Soccer               | 0-0 | 1-0    |
| Estrellas 2000 Urabá    | 6-5          | ITFIP                       | 5-3 | 1-2    |
| La Cantera              | 1-2          | Unión Bogotá                | 1-2 | 0-0    |
| Panteras                | 1-2          | Politécnico Jaime Isaza     | 1-1 | 0-1    |
| Cerro Pionono           | 2-8          | DeporCauca                  | 2-5 | 0-3    |
| Soccer Quality          | 3-3 (3-1 p.) | Depor Valencia              | 1-0 | 2-3    |
| Estudiantes de Medellín | 3-4          | Alianza F. C.               | 2-3 | 1-1    |
| Deportivo Bello         | 3-2          | Sellos Colombianos          | 1-0 | 2-2    |
| Juventud Huila          | 3-3 (3-2 p.) | Tigres del Quindío          | 3-2 | 0-1    |
| Boquilla F. C.          | 3-2          | Academia Italiana           | 2-1 | 1-1    |
| Internacional           | 1-4          | Once Sucre                  | 1-0 | 0-4    |
| Rey Pelé                | 3-2          | Deportivo Quique            | 3-1 | 0-1    |
| Nápoles                 | 7-4          | Semillero Bolivarense       | 6-1 | 1-3    |
| Mánchester              | 0-4          | Filipenses                  | 0-3 | 0-W    |
| Equipo Azul             | 9-0          | Boca Juniors Sincelejo      | 5-0 | 4-0    |
| Cúcuta F. C.            | 4-6          | Deportivo La Norte          | 1-2 | 3-4    |
| Academia Europea        | 4-7          | Atlético Chapinero          | 3-3 | 1-4    |
| Rondón                  | 2-1          | Pamplona                    | 2-0 | 0-1    |

### Mejor perdedor tercera fase
El mejor perdedor de las 21 llaves clasificará a la siguiente fase. Solo se muestran los 5 primeros puestos.
| Pos. | Equipo                 | Pts. | PJ | G | E | P | GF | GC | Dif. |  |
| ---- | ---------------------- | ---- | -- | - | - | - | -- | -- | ---- |  |
| 1    | Depor Valencia         | 3    | 2  | 1 | 0 | 1 | 3  | 3  | 0    |  |
| 2    | Tigres del Quindío     | 3    | 2  | 1 | 0 | 1 | 3  | 3  | 0    |  |
| 3    | El Retiro              | 3    | 2  | 1 | 0 | 1 | 2  | 2  | 0    |  |
| 4    | Pamplona               | 3    | 2  | 1 | 0 | 1 | 1  | 2  | −1   |  |
| 5    | Independiente Sabaneta | 3    | 2  | 1 | 0 | 1 | 1  | 2  | −1   |  |

 Fuente: Difutbol

### Cuarta fase
Clasificaron 22 equipos provenientes de la fase III, incluido el Depor Valencia de Cali que fue el mejor perdedor de esa fase, Los partidos de ida se jugaron entre los días 13 y 15 de noviembre, mientras que los partidos de vuelta entre el 17 y 18 del mismo mes. Serán locales en el partido de vuelta los equipos con mayor puntaje en la tercera fase.
| Local en la ida             | Agr.         | Local en la vuelta      | Ida | Vuelta |
| --------------------------- | ------------ | ----------------------- | --- | ------ |
| Alianza Platanera           | 4-5          | Rondón                  | 3-3 | 1-2    |
| Unión Pacífico Sur          | 4-4 (2-4 p.) | Atlético Chapinero      | 4-1 | 0-3    |
| Academia Christopher Moreno | 2-3          | Deportivo La Norte      | 2-0 | 0-3    |
| Fútbol Paz                  | 4-5          | Equipo Azul             | 2-3 | 2-2    |
| Estrellas 2000 Urabá        | 2-3          | Filipenses              | 1-1 | 1-2    |
| Nápoles                     | 5-0          | Unión Bogotá            | 2-0 | W-0    |
| Rey Pelé                    | 1-2          | Politécnico Jaime Isaza | 0-1 | 1-1    |
| Once Sucre                  | 3-2          | DeporCauca              | 1-1 | 2-1    |
| Soccer Quality              | 2-2 (4-2 p.) | Boquilla F. C.          | 1-1 | 1-1    |
| Juventud Huila              | 6-4          | Alianza F. C.           | 4-1 | 2-3    |
| Depor Valencia              | 1-1 (4-2 p.) | Deportivo Bello         | 1-0 | 0-1    |

### Mejor perdedor cuarta fase
El mejor perdedor entre las 11 llaves clasificará a la siguiente fase. Solo se muestran los 5 primeros puestos.
| Pos. | Equipo                      | Pts. | PJ | G | E | P | GF | GC | Dif. |  |
| ---- | --------------------------- | ---- | -- | - | - | - | -- | -- | ---- |  |
| 1    | Unión Pacífico Sur          | 3    | 2  | 1 | 0 | 1 | 4  | 4  | 0    |  |
| 2    | Deportivo Bello             | 3    | 2  | 1 | 0 | 1 | 1  | 1  | 0    |  |
| 3    | Academia Christopher Moreno | 3    | 2  | 1 | 0 | 1 | 2  | 3  | −1   |  |
| 4    | Alianza F. C.               | 3    | 2  | 1 | 0 | 1 | 4  | 6  | −2   |  |
| 5    | Boquilla F. C.              | 2    | 2  | 0 | 2 | 0 | 2  | 2  | 0    |  |

 Fuente: Difutbol

### Quinta fase
Clasificaron 12 equipos, incluido Unión Pacífico Sur de Tumaco como mejor perdedor de la fase IV, Los partidos de ida se jugaron entre los días 20 y 22 de noviembre, mientras que los partidos de vuelta entre el 27 y 28 del mismo mes.
| Local en la ida    | Agr.         | Local en la vuelta      | Ida | Vuelta |
| ------------------ | ------------ | ----------------------- | --- | ------ |
| Depor Valencia     | 5-1          | Rondón                  | 3-0 | 2-1    |
| Atlético Chapinero | 2-2 (3-4 p.) | Juventud Huila          | 2-1 | 0-1    |
| Soccer Quality     | 6-1          | Deportivo La Norte      | 3-1 | 3-0    |
| Once Sucre         | 2-2 (5-4 p.) | Equipo Azul             | 2-2 | 0-0    |
| Filipenses         | 5-2          | Politécnico Jaime Isaza | 4-0 | 1-2    |
| Unión Pacífico Sur | 5-5 (4-3 p.) | Nápoles                 | 4-0 | 1-5    |

### Sexta fase
Clasificaron 6 equipos provenientes de la Fase V, Los partidos de ida se jugaron el 1 de diciembre mientras que la vuelta el 5 de diciembre.
| Local en la ida | Agr. | Local en la vuelta | Ida | Vuelta |
| --------------- | ---- | ------------------ | --- | ------ |
| Depor Valencia  | 1-2  | Soccer Quality     | 1-0 | 0-2    |
| Juventud Huila  | 2-3  | Filipenses         | 1-1 | 1-2    |
| Once Sucre      | 0-2  | Unión Pacífico Sur | 0-2 | 0-0    |

### Mejor perdedor sexta fase
| Pos. | Equipo         | Pts. | PJ | G | E | P | GF | GC | Dif. |  |
| ---- | -------------- | ---- | -- | - | - | - | -- | -- | ---- |  |
| 1    | Depor Valencia | 3    | 2  | 1 | 0 | 1 | 1  | 2  | −1   |  |
| 2    | Juventud Huila | 1    | 2  | 0 | 1 | 1 | 2  | 3  | −1   |  |
| 3    | Once Sucre     | 1    | 2  | 0 | 1 | 1 | 0  | 2  | −2   |  |

 Fuente: Difutbol

### Semifinales
Para esta instancia clasificaron los tres equipos vencedores de las llaves de la fase VI y Depor Valencia de Cali que terminó como mejor perdedor de esa fase, Los partidos de ida se jugaron el 8 de diciembre mientras que los de vuelta el 12 de diciembre.
| Local en la ida | Agr.         | Local en la vuelta | Ida | Vuelta |
| --------------- | ------------ | ------------------ | --- | ------ |
| Soccer Quality  | 2-2 (4-5 p.) | Unión Pacífico Sur | 1-1 | 1-1    |
| Depor Valencia  | 1-3          | Filipenses         | 1-2 | 0-1    |

### Final
- La hora de cada encuentro corresponde al huso horario que rige a Colombia (UTC-5).

| 15 de diciembre de 2021, 15:30 | Unión Pacífico Sur          | 1:1 (1:1) | Filipenses                  | Estadio Domingo González, Tumaco |                          |
|                                | Edwin Estupiñán Batalla 45' | Reporte   | Deimer Córdoba Palacios 37' | Árbitro(s): Kevin Rosero         | Árbitro(s): Kevin Rosero |

| 19 de diciembre de 2021, 15:00 | Filipenses                                      | 2:1 (1:0) | Unión Pacífico Sur                   | Estadio John Jairo Tréllez, Turbo |                          |
|                                | César Orlando Vergara 17' Juan Israel Serna 47' | Reporte   | Arley Campaz Vallecilla 90+2' (pen.) | Árbitro(s): Bryan Llanos          | Árbitro(s): Bryan Llanos |

|                                |
| Campeón Filipenses 1.er título |

## Goleadores
| Jugador               | Equipos               | Goles |
| --------------------- | --------------------- | ----- |
| Breiner Vidal         | Deportivo Quique      | 23    |
| Juan Camilo Bracho    | Equipo Azul           | 21    |
| Jose Jorge Dangón     | Club Formativo La Paz | 19    |
| Elver Carcamo         | Nápoles               | 17    |
| Luis Fernando Herrera | Sellos Colombianos    | 16    |
| Jean Carlos Martínez  | Academia Europea      | 16    |
| Brayan Álvarez        | Atlético Santa Rosa   | 16    |
| Guillermo Vidal       | DeporCauca            | 15    |
| Juan Pablo Hidalgo    | Unión Casanare        | 15    |
| Servio Enriquez       | DeporNeiva            | 15    |
| Fuente: Difutbol      |                       |       |